# Лесоучасток Чая
Лесоучасток Чая — посёлок в Чаинском районе Томской области, Россия. Входит в состав Усть-Бакчарского сельского поселения.

## География
Расположена на правом берегу реки Чая, в 14 км к северо-востоку от центра сельского поселения — села Усть-Бакчар.

## Население
| 1995 | 1996 | 1997 | 1998 | 1999 | 2002 | 2010 |
| ---- | ---- | ---- | ---- | ---- | ---- | ---- |
| 360  | ↘345 | ↘339 | ↗346 | ↘333 | ↘217 | ↘124 |
| 2012 | 2013 | 2014 | 2015 | 2021 |      |      |
| ↘109 | ↘107 | ↘106 | ↗108 | ↘78  |      |      |

Национальный состав
Согласно результатам переписи 2002 года, в национальной структуре населения русские составляли 90 %.